# Diplotoxa messoria
Diplotoxa messoria là một loài ruồi thuộc họ Chloropidae. Loài này được tìm thấy ở Miền Cổ Bắc.